# Carles Puigdemont
Carles Puigdemont i Casamajó, katalonski politik, nekdanji predsednik katalonske vlade, * 29. december 1962, Amer, Katalonija, Španija. 

## Politika
12. januarja 2016 je kot predsednik Demokratične konvergence Katalonije (CDC) postal predsednik katalonske vlade. Je zagret zagovornik osamosvojitve Katalonije od Španije. Puigdemont naj bi po lastnih navedbah leta 1991 v Sloveniji spremljal postopek osamosvajanja.

### Referendum o neodvisnosti Katalonije
1 oktobra 2017 so Katalonci na referendumu pri nizki udeležbi z 92,01% podprli neodvisnost Katalonije. Tega je pred in med potekom zaznamovalo nasilje med civilisti in policisti. Španski kralj in premier sta referendum takoj označila za neustavnega. Puigdemont je neodvisnost razglasil z nekaj dnevnim zamikom. Kmalu za tem je španski premier Mariano Rajoy Puigdemonta odstavil s predsedniškega mesta, prav tako je odstavil celotni vladni vrh in šefa katalonske policije. Nove lokalne volitve so bile izvedene 21. decembra 2017. Na volitvah so stranke, ki zahtevajo Katalonsko samostojnost, spet dobile večino v parlamentu. Puigdemontova stranka Skupaj za Katalonijo je dobila 21,7% glasov.
30. oktobra so sporočili, da se je Carles Puigdemont z nekaj sodelavci umaknil v Bruselj, saj mu je špansko sodstvo zagrozilo z zaporno kaznijo. 5. novembra se je ob 09:17 uri skupaj z nekaj ministri predal belgijskim oblastem.